# Прелат
Прела́т (від лат. praelatus букв. — «найкращий», «найвищий» церковнослужитель; винесений (висунутий) вперед) — у католицькій, англіканській, лютеранській церквах — почесний титул представника вищого духовенства (кардинала, архієпископа, єпископа тощо).